# Gorenja vas, Ivančna Gorica
Gorenja vas este o localitate din comuna Ivančna Gorica, Slovenia, cu o populație de 89 de locuitori.